# Снежная королева (фильм, 2002)
«Снежная королева» (англ. Snow Queen) — американское семейное фэнтези на основе одноимённой сказки Ханса Кристиана Андерсена.
Изначально, фильм был снят для показа на канале «Hallmark», но в 2009 году также вышел на DVD.

## Сюжет
Герда с родителями живёт в маленьком городке, где её отец Вольфганг держит гостиницу «Белый медведь». Мать девочки, Эми, уезжает по делам через лес и попадает в метель. На следующий день её замёрзшее тело находят в лесу, рядом лежит брошь в виде трёх роз. Вольфганг и Герда продолжают жить и работать в гостинице. Через 9 лет на работу нанимается новый посыльный — Кай. Они с Гердой начинают дружить, однажды на катке он целует её, а потом признаётся в любви. Но в этот момент поднимается метель, ему попадает что-то в глаз. После этого Кай становится злым и жестоким.
Однажды ночью в гостиницу приезжает богачка вся в мехах и бриллиантах и приглашает Кая следовать за ней. Понимая, что с ним что-то не так, Кай покупает для Герды сапожки, а в коробке оставляет письмо «Помоги мне!». После этого он уезжает с незнакомкой.
Герда отправляется на поиски. Сначала она попадает в дом к Волшебнице Весне. Та настойчиво опекает Герду, уговаривая её остаться маленькой девочкой. Лишь через некоторое время Герда находит в себе силы сбежать. В лесу она встречает маленького китайского волшебника, который предлагает ей пойти во дворец к Летней Принцессе. Та устраивает в честь Герды бал, на котором предлагает ей познакомиться с кем-то из кавалеров, ибо если она не влюбится в кого-нибудь до полуночи, лето кончится. Герда в бальном платье сбегает и попадает к разбойникам. Молодая разбойница спасает её от смерти. Разбойница-Осень говорит ей, что сил сражаться со Снежной Королевой у Герды не хватит, и признаётся: Королева — её сестра. После этого она отдаёт Герде отнятую брошь матери в виде трёх роз. Герда проделывает дыру в стене своей темницы и убегает вместе с северным Оленем.
Все это время Кай находится в замке Снежной Королевы. Он поразительно похож на гостиницу отца Герды, только весь в инее и снеге. Снежная Королева велела ему собрать из мельчайших осколков разбитое зеркало, обещая подарить свободу. Надзирает за Каем Белый Медведь, влюблённый в Королеву. Кай ищет способы сбежать, но не находит выхода и принимается за работу. Зеркало почти собрано, не хватает одного кусочка. Медведь рассказывает Каю историю зеркала, и эту историю ветер доносит до Герды. Однажды Дьявол сделал это зеркало и отдал его четырём временам года. Когда Весна, Летняя принцесса и Разбойница-Осень смотрели в него, то видели себя. А Зима увидела свои владения, захватила зеркало и хотела обратиться к Богу, чтобы он позволил ей оставить зеркало себе. Она поднималась всё выше, но вдруг зеркало завибрировало и разбилось. Осколки попали в глаза людям, и Зима долго искала эти осколки по свету, чтобы вновь собрать зеркало. «Мои неудачи» — так назвала Снежная Королева молодых людей, кому в глаза попали эти осколки, и они остались навеки замёрзшим в глыбах льда в её замке. Кай понимает, что последний осколок зеркала — в его глазу. В это время Герда проникает в замок. Кай сначала не узнаёт её, но потом видит сапожки, которые купил, и всё вспоминает. Герда обнимает его, но внезапно начинается метель и она замерзает, покрываясь льдом. Кай просит Королеву помиловать девушку, та соглашается взамен на поцелуй. Королева целует Кая, вместе со слезой из его глаза выпадает осколок и Кай падает замертво.
Снежная Королева вставляет последний осколок зеркала в раму, и зеркало вновь становится целым. Королева любуется своим отражением. Герда замерзает, в её мозгу проносятся видения: мама говорит ей — надо верить! Герда просыпается и пытается заставить Снежную Королеву вернуть ей Кая. Та смеётся: «Знаешь ли ты, с кем связалась?» Герда отвечает: «Да. Ты всего лишь Зима. А зима кончается». С этими словами она прижимает к груди Снежной Королевы брошь матери. Королева, не выдержав человеческого тепла, падает, её волшебство заканчивается. Белый медведь, превратившись в прекрасного принца, уносит хозяйку на руках. А Герда и Кай видят, как тает лёд на стенах и сказочный замок превращается в гостиницу отца Герды. Они выходят из дверей гостиницы и видят Минну — помощницу отца. Та счастлива, что Герда и Кай вернулись. Радуется и отец Герды. Теперь жизнь для них начинается заново. Последние кадры фильма — на катке много людей, Кай и Герда целуются, отец Герды Вольфганг вместе с другими музыкантами играет на фаготе, а рядом с замёрзшим озером из-под снега выглядывают цветущие нарциссы. Зима кончилась…
На лицензионном DVD фильм выпустила фирма «CP Digital».

## В ролях
| Актёр             | Роль               |
| ----------------- | ------------------ |
| Бриджит Фонда     | Снежная королева   |
| Челси Хоббс       | Герда              |
| Джереми Гилбаут   | Кай                |
| Роберт Уизден     | Вольфганг          |
| Ванда Кэннон      | Минна              |
| Меган Блэк        | молодая разбойница |
| Дженнифер Клемент | Волшебница Весна   |
| Кайра Клэвелл     | Летняя принцесса   |
| Сьюзи Хоаким      | Разбойница Осень   |
| Данкан Фрэйзер    | Мэр города         |
| Рэйчел Хоуорд     | Эми, мать Герды    |

## Награды и номинации
- 2003 — номинация на премию Сатурн за лучшую телепостановку.